# شي تشنغ لي
شي تشنغ لي (مواليد 26 ماي 1964) (بالصينية: 石正丽) هي عالمة فيروسات وكاتبة صينية. وهي باحثة في معهد ووهان لأبحاث الفيروسات، التابع لللأكاديمية الصينية للعلوم. وجدت تشنغ لي وزميلتها كوي جي أن فيروس السارس نشأ عند الخفاشيات. تشنغ لي عضو في لجنة علم الفيروسات بالجمعية الصينية لعلم الأحياء الدقيقة. وهي محررة لمجلس (Virologica Sinica)، والمجلة الصينية لعلم الفيروسات، ومجلة علوم مصايد الأسماك في الصين.

## مسيرتها
ولدت تشنغ لي سنة 1964 في مقاطعة شيشيا، خنان، الصين. تخرجت من جامعة ووهان في عام 1987. وحصلت على درجة الماجستير من معهد ووهان لأبحاث الفيروسات في عام 1990، ودرجة الدكتوراه من جامعة مونبلييه 2 في فرنسا عام 2000.

## أبحاثها
في عام 2005، وجد فريق بقيادة تشنغ لي وكوي جي أن فيروس السارس نشأ في الخفافيش. تم نشر النتائج في مجلة ساينس سنة 2005 ومجلة (Journal of General Virology) سنة 2006.
منذ عام 2014، تلقى تشنغ لي عددًا من المنح الحكومية الأمريكية بالإضافة إلى المنح المقدمة من البرنامج الوطني للبحوث الأساسية في الصين، والأكاديمية الصينية للعلوم، والمؤسسة الوطنية للعلوم الطبيعية في الصين، ومن برنامج البحوث ذات الأولوية الاستراتيجية للأكاديمية الصينية للعلوم، للمساعدة في تمويل أبحاث الفيروسات التاجية.
خلال جائحة فيروس كورونا 2019–20، شكلّت تشنغ لي واثنا عشر من علماء المعهد الآخرين مجموعة خبراء في بحث فيروس كورونا المرتبط بالمتلازمة التنفسية الحادة الشديدة النوع 2. في فبراير 2020، نشر باحثون بقيادة تشنغ لي مقالًا في مجلة نيتشر بعنوان "تفشي الالتهاب الرئوي المرتبط بفيروس كورونا المستجد من أصل محتمل للخفافيش"، في فبراير 2020، نشر فريقها ورقة في مجلة (Cell Research) تظهر أن (remdesivir)، وهو عبارة دواء تجريبي مملوك لشركة غيلياد ساينسز، كان له تأثير إيجابي في تثبيط الفيروس في المختبر، وقدم طلبًا للحصول على براءة اختراع للدواء في الصين باسم معهد ووهان لأبحاث الفيروسات. شاركت تشنغ لي في صياغة ورقة تصف الفيروس بأنه المرض إكس.